# بضع اللوزة الدماغية

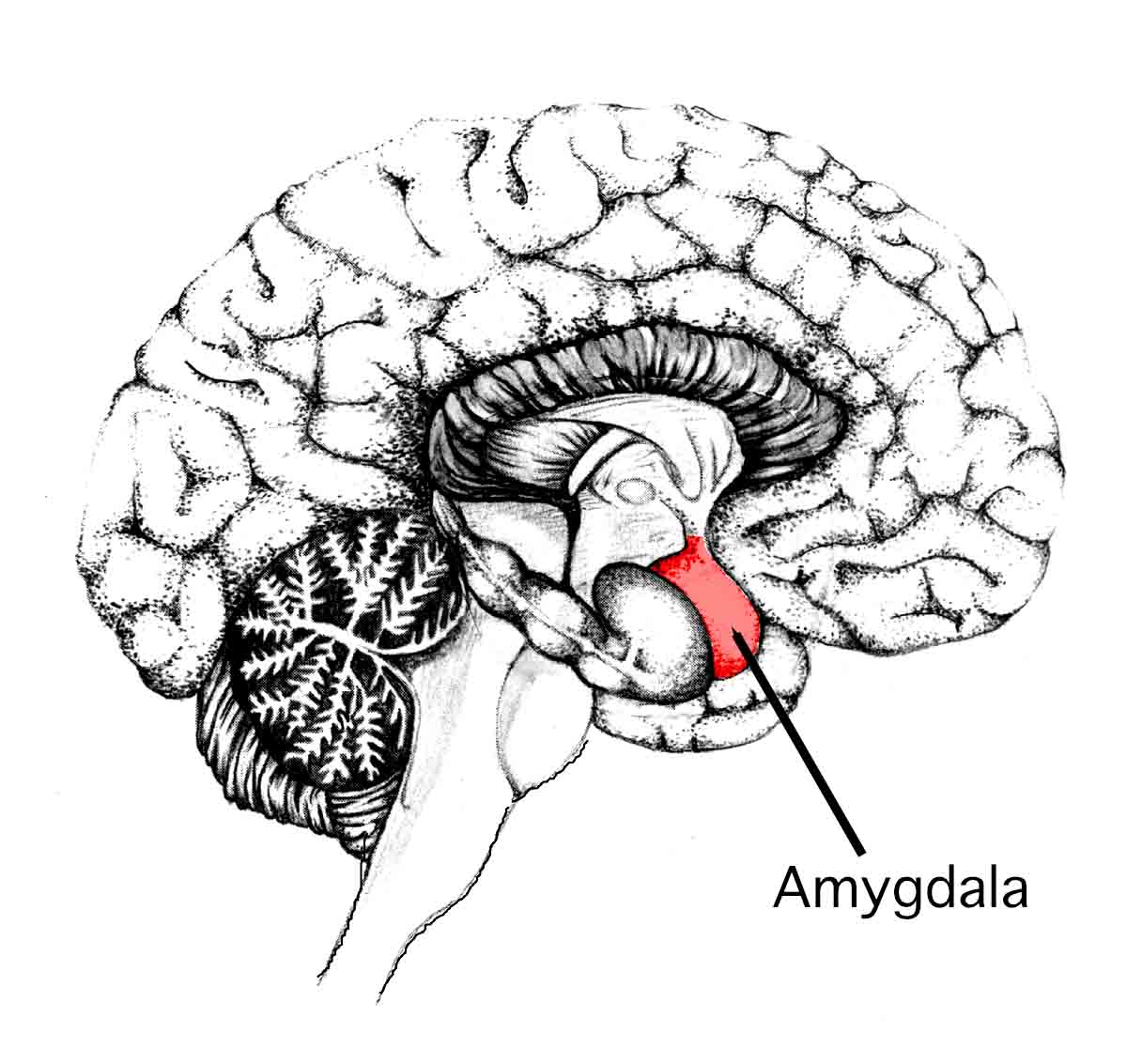
موقع اللوزة في الدماغ البشري

يعتمد بضع اللوزة الدماغية، وهو شكل من أشكال الجراحة النفسية، على إزالة اللوزة الدماغية أو تخريبها جراحيًا بشكل كامل أو جزئي. تكون الجراحة عادةً الملاذ الأخير في علاج الاضطرابات السلوكية العدوانية الشديدة وما يماثلها -كزيادة الانفعال ونوبات العنف وتشويه الذات. تجرى العملية عادةً تحت التخدير العام، ويلجأ الأطباء في معظم الأحيان إلى الجراحة المجسمة القحفية التي تمكنهم من تخريب أجزاء اللوزة الدماغية. أظهرت بعض الدراسات فائدة بضع اللوزة الدماغية عبر الجراحة المجسمة لدى البشر الذين يعانون من سلوك عدواني مستعصي وغير مستجيب للعلاجات التقليدية. مع ذلك، كانت بعض الدراسات الأخرى غير حاسمة في هذا المسألة. لا توجد أي أدلة جوهرية على حدوث خلل في الوظيفة الإدراكية الكلية -كاضطراب مستوى الذكاء والذاكرة العاملة- في معظم حالات بضع اللوزة الدماغية لدى البشر. ومع ذلك، اضطربت في بعض الحالات المناطق المسؤولة عن إدراك التعبيرات الوجهية وتفسيرها عاطفيًا؛ ذلك بسبب وجود خلايا متخصصة بفهم التعبيرات الوجهية ضمن اللوزة الدماغية.

## خلفية
تعتبر اللوزة الدماغية أحد البنى الهامة لاستجابة الكر أو الفر؛ فهي تلعب دورًا وسيطًا في السلوك العدواني لدى البشر والحيوانات. قام الباحثون في بعض الدراسات السريرية بتحفيز اللوزة الدماغية لدى عدد من الحيوانات ما ساهم في تحريض السلوك العدواني وزيادته لديهم. بينت أبحاث أخرى امتلاك آفات اللوزة الدماغية تأثيرًا مهدئًا للسلوك العدواني لدى البشر والحيوانات. بناءً على هذه النتائج، طور الباحثون والأطباء بضع اللوزة الدماغية كحل جراحي عصبي يهدف إلى تخفيف العدوانية عن طريق تقليل مستويات الانفعال التي تسببها اللوزة.

## الاستخدام الطبي
تراكمت منذ أوائل القرن العشرين الأدلة التجريبية التي تثبت دور الجهاز الحوفي -وتحديدًا اللوزة- في التعبير العاطفي عن الخوف والغضب. كشفت دراسات قديمة أجريت على الرئيسيات عن دور التحفيز الكيميائي والكهربائي لمنطقة اللوزة في زيادة السلوك العدواني. على العكس من ذلك، أدى تخريب اللوزة الدماغية في بعض الدراسات إلى تخفيف مستويات الغضب والخوف الطبيعية لدى الرئيسيات. وبالمثل، كشفت الدراسات السريرية التي أجريت على البشر عن دور بنى الفص الصدغي -لا سيما الجهاز الحوفي واللوزة- في سلوكيات الخوف والغضب. ساهمت هذه النتائج في تطوير بضع اللوزة باعتباره حلًا جراحيًا يهدف إلى تخفيف السلوكيات العدوانية الشاذة. يلجأ الأطباء لبضع اللوزة باعتباره الخيار العلاجي الأخير في حالات السلوك العدواني المستعصي الشديد بعد تجربة الخيارات العلاجية الأخرى -كالعلاج الدوائي. اختلفت الأسباب المؤدية للسلوك العدواني الشديد في حالات بضع اللوزة على مدى القرن العشرين. تضمنت الحالات السابقة مرضى صرع عانوا من اختلاجات عنيفة ومرضى ذهان عانوا من نوبات غضب انفجارية ومرضى اضطراب المسلك غير المضبوط والمرضى الذين يعانون من ميول لتشويه الذات. يجرى بضع اللوزة لدى البشر عبر الجراحة المجسمة مع استخدام تقنيات مختلفة لتخريبها بدءًا من الترددات الراديوية والتدمير الميكانيكي وصولًا لحقن الزيت والشمع والكحول. تختلف المنطقة المستهدفة من اللوزة أيضًا؛ فقد يستهدف الجراحون النوى القاعدية والجانبية أو المنطقة الأنسية أو مجموعة النوى القشرية الأنسية أو منطقة السطر الانتهائي. يختلف حجم الآفة من حالة لأخرى، وقد يشمل ذلك ثلث اللوزة أو نصفها أو ثلاثة أرباعها أو المنطقة بأكملها. أبلغت معظم المقالات المنشورة عن الفائدة التي يقدمها بضع اللوزة في تقليل حدة السلوكيات العدوانية وتواترها لدى البشر على الرغم من اختلاف الحالات.